# كبث

تعديل مصدري - تعديل

كبث هي إحدى قرى عزلة جعار بمديرية خنفر التابعة لمحافظة أبين، بلغ تعداد سكانها 281 نسمة حسب تعداد اليمن لعام 2004.